# Lienzo de modelo de negocio
Business Model Canvas, traducido como lienzo de modelo de negocio, es una plantilla de gestión estratégica para el desarrollo de nuevos modelos de negocio o documentar los ya existentes. Es un gráfico visual con elementos que describen propuestas de producto o de valor de la empresa, la infraestructura, los clientes y las finanzas. Ayuda a las empresas a alinear sus actividades mediante la ilustración de posibles compensaciones.
El modelo de negocio del lienzo fue propuesto inicialmente por Alexander Osterwalder sobre la base de su anterior trabajo sobre la ontología de los modelos de negocio. Desde la publicación de la obra de Osterwalder en 2009, han aparecido nuevos lienzos para nichos específicos. Se ha adaptado a distintos contextos, como por ejemplo el Business Model You, también de Osterwalder, bajo el objetivo de la reorientación profesiona. O el Learning Canvas Model, utilizado para definir modelos de aprendizaje. El Gamification Model Canvas creado por Mora, destinado al diseño de acciones de gamificación, el Lean Canvas para emprendimiento, ideado por Maurya, o el Platform Design Canvas, de Cicero, 2013, que se orienta al diseño de plataformas de creación de valor. Y el WebSite Canvas Model, para la ideación estratégica de sitios web (Sanabre,2018).
Las descripciones formales del negocio se convierten en los bloques de construcción para sus actividades. Existen diferentes conceptualizaciones de negocio; El trabajo de Osterwalder y tesis (2010, de 2004) proponen un modelo único de referencia basada en las similitudes de una amplia gama de conceptualizaciones de modelo de negocio. Con su diseño del modelo de negocio, una empresa puede describir fácilmente su modelo de negocio.
El modelo de negocio del lienzo consta de 9 piezas clave, comunes para la representación gráfica de un negocio. 

## Infraestructura
1. - Actividades clave: son las tareas más importantes en la ejecución de la propuesta de valor de una empresa. Un ejemplo sería la creación de una cadena de suministro eficiente para reducir los costes.
2. - Recursos clave: son los medios necesarios para crear valor para el cliente. Se consideran un activo para una empresa, la cual los necesita de cara a sostener y apoyar el negocio. Estos recursos podrían ser humanos, financieros, físicos e intelectuales.
3. - Socios clave: con el fin de optimizar las operaciones y reducir los riesgos de un modelo de negocio, la organización suele cultivar relaciones comprador-proveedor para poder desarrollar su actividad principal. También pueden considerarse alianzas empresariales complementarias a través de joint ventures, alianzas estratégicas entre competidores o no competidores.

## Oferta
4. - Oferta de valor: es la colección de productos y servicios que una empresa ofrece para satisfacer las necesidades de sus clientes. Según Osterwalder , la propuesta de valor de una empresa es lo que la distingue de sus competidores. La propuesta de valor ofrece valor a través de diversos elementos como la novedad, el rendimiento, la personalización, desempeño, diseño, marca / estado, precio, reducción de costos, reducción de riesgos, accesibilidad y comodidad / facilidad de uso.

## Clientes
5. - Segmentos de clientes: al construir un modelo de negocio eficaz, una empresa debe identificar qué clientes trata de servir. Varios grupos de clientes se pueden segmentar sobre la base de las diferentes necesidades y atributos para garantizar la aplicación adecuada de la estrategia corporativa. Los diferentes tipos de segmentos de clientes incluyen:
- Mercado masivo: no hay segmentación específica para una empresa que sigue el elemento de mercado masivo, pues la organización muestra una amplia visión de los clientes potenciales.
- Nicho de mercado: segmentación de clientes sobre la base de las necesidades y características de sus clientes especializados.
- Segmentado: una compañía aplica la segmentación adicional dentro de los segmentos de clientes existentes. En la situación segmentada, la empresa puede distinguir aún más a sus clientes en función del sexo, la edad y/o ingresos.
- Diversificación: un negocio sirve para múltiples segmentos de clientes con diferentes necesidades y características.
- Plataforma múltiple / Mercado: para un buen funcionamiento del negocio algunas empresas servirán a segmentos de clientes mutuamente dependientes. Una compañía de tarjetas de crédito proporcionará servicios a los titulares de tarjetas de crédito, junto a la asistencia al mismo tiempo a los comerciantes que aceptan dichas tarjetas.

6. - Canales: Una empresa puede entregar su propuesta de valor a sus clientes objetivo a través de diferentes canales. Unos canales efectivos distribuirán la propuesta de valor de la empresa de forma rápida, eficiente y rentable. Una organización puede llegar a sus clientes, ya sea a través de sus propios canales (escaparate), canales principales socios (distribuidores), o una combinación de ambos. Hay cuatro etapas en la relación cliente-negocio: fase de conocimiento del producto/servicio, cómo se realiza la venta, cómo se realiza la entrega de lo adquirido y post-venta.
7. - Relaciones con los clientes: Para garantizar la supervivencia y el éxito de cualquier negocio, las empresas deben identificar el tipo de relación que quieren crear con sus segmentos de clientes. Algunas formas de relaciones con los clientes incluyen:
- Asistencia personal: la asistencia en forma de interacción empleado-cliente. Se lleva a cabo ese tipo de asistencia ya sea durante y/o después de las ventas.
- Asistencia personal dedicada: la más íntima y las manos en la asistencia personal en el que se le asigna un representante de ventas para manejar todas las necesidades y preguntas de un conjunto especial de clientes.
- Self Service: es el tipo de relación que deriva de la interacción indirecta entre la empresa y los clientes. En este aspecto, una organización proporciona las herramientas necesarias para que los clientes puedan servirse a sí mismos con facilidad y eficacia.
- Servicios automatizados: es un sistema similar al auto-servicio, pero un mayor grado de personalización, ya que tiene la capacidad de identificar a los clientes individuales y sus preferencias.
- Comunidades: la creación de una comunidad permite una interacción directa entre los clientes y la empresa. La plataforma de la comunidad produce un escenario donde el conocimiento puede ser compartido y los problemas se resuelven entre los diferentes clientes.
- Co-creación: se crea una relación personal a través de la entrada directa del cliente en el resultado final de los productos/servicios de la empresa.

## Finanzas
8. - Estructura de costes: describe las consecuencias monetarias más importantes mientras opera bajo diferentes modelos de negocio.
Clases de estructuras comerciales:
- Motivación por coste: este modelo de negocio se centra en minimizar los costes.
- Motivación por valor: con un menor grado de preocupación por el coste, este modelo de negocio se centra en la creación de valor para sus productos y servicios.

Características de la estructura de costes:
- Costes fijos: los costes son sin cambios a través de diferentes aplicaciones. Por ejemplo, salario, renta, etc.
- Costes variables: estos varían dependiendo de la cantidad de producción de bienes y/o servicios.
- Economías de escala: los costes de decrementan como la cantidad de bien están ordenados o producidos.
- Economías de alcance: los costes disminuyen debido a la incorporación de otros negocios que tienen una relación directa con el producto original.

9. - Fuentes de ingresos: es la forma en que una empresa realiza los ingresos en cada segmento de clientes.
Maneras de generar un flujo de ingresos:
- Venta de activos: es la venta de los derechos de propiedad sobre un bien físico.
- Tarifas de uso: dinero generado a partir del uso de un servicio particular.
- Tasas de suscripción: son los ingresos generados por la venta de un servicio continuo. Por ejemplo, Netflix.
- Préstamo / Leasing / Renting: consiste en dar derecho exclusivo de un activo durante un período determinado de tiempo. Por ejemplo, el arrendamiento de un coche.
- Licencias: son los ingresos generados por cobrar por el uso de una propiedad intelectual protegida.
- Honorarios de corretaje: son los ingresos generados por un servicio intermedio entre los dos partidos.
- Publicidad: son los ingresos generados por el cobro de tarifas para la publicidad del producto.

## Uso del Lienzo
Los lienzos de modelos de negocio no están destinados a ocupar el lugar de un plan comercial. En su lugar, el lienzo Business Model Canvas se utiliza para resumir e ilustrar visualmente la información más importante de un modelo de negocio y para proporcionar una claridad continua centralizada.
Este lienzo es apropiado para ilustrar modelos comerciales existentes, independientemente de si el negocio es nuevo o no. La plantilla BMC también es apropiada para visualizar nuevos modelos de negocios para empresas emergentes, ya que ayuda a organizar y consolidar ideas en torno a sus funciones clave. Tenga en cuenta que el Business Model Canvas debe revisarse periódicamente, ya que todos los factores enumerados pueden cambiar con el tiempo.